# Grand River (Michigan)
Grand River er en flod i den amerikanske delastat Michigan. Den er delstatens længste flod, og er 420 kilometer lang. Flodens udløb er i Lake Michigan. Store byer langs floden er Jackson, Lansing, Grand Rapids og Grand Haven.
Grand Rivers afvandingsareal er på 14.431 km², og vandføringen er på 108 m³/s. Grand Rivers sidefloder er Red Cedar River, Looking Glass River, Maple River, Flat River, Thornapple River og Rogue River.
Der udøves sportsfiskeri efter laks og ørred i Grand River.
43°03′30″N 86°15′03″V / 43.05835°N 86.25088°V